# Pacifische huppelmuis
De Pacifische huppelmuis (Zapus trinotatus)  is een zoogdier uit de familie van de slingermuizen (Zapodidae). De wetenschappelijke naam van de soort werd voor het eerst geldig gepubliceerd door Rhoads in 1895.

## Voorkomen
De soort komt voor in Canada en de Verenigde Staten.